# Pseudopenilia
Pseudopenilia is een geslacht van kreeftachtigen uit de klasse van de Branchiopoda (blad- of kieuwpootkreeftjes).

## Soort
- Pseudopenilia bathyalis Sergeeva, 2004